# Aaron Persico
Aaron Ronald Persico (Lower Hutt, 29 marzo 1978) è un ex rugbista a 15 italiano di origine neozelandese, in carriera attivo nel ruolo di terza linea ala e 56 volte internazionale per l'Italia con cui ha partecipato alla 5ª edizione della Coppa del Mondo.

## Biografia
Nato a Lower Hutt, nella regione di Wellington, da famiglia di origine italiana di Massa Lubrense, Persico iniziò a giocare a rugby in patria, crescendo nelle giovanili del Petone Rugby Club, squadra della capitale neozelandese.
Giunse in Italia nel 1998, ingaggiato dal Viadana, club nel quale militò cinque stagioni laureandosi anche campione d'Italia; nel 2000, grazie alla cittadinanza italiana spettantegli per diritto di ascendenza, fu convocato in Nazionale da Brad Johnstone, che fece esordire Persico nel Sei Nazioni di quell'anno; fu, quella, la prima di sette edizioni consecutive di tale torneo a cui prese parte (l'ultima disputata nel 2006), con 29 presenze totali su 35 incontri.
In contemporanea con il suo trasferimento al Leeds Tykes in Inghilterra, giunse anche la convocazione alla Coppa del Mondo di rugby 2003 nel corso della quale Persico disputò tutti i tre incontri dell'Italia.
Fu, a seguire, in Francia all'Agen per un biennio dopo la parentesi inglese di una sola stagione.
Tornato poi in Italia militò nel Calvisano, club per il quale fu ingaggiato nel 2006 e con il quale si laureò campione d'Italia nel 2008.
A fine 2009, in seguito alla rinuncia al Super 10 del Calvisano, rientrò nella squadra che lo lanciò in Italia, il Viadana; l'anno successivo declinò l'offerta di entrare a far parte della franchise degli Aironi e accettò invece un ingaggio dal Rovigo.
Nel luglio 2013, terminato l'accordo con il Rovigo, fu in Sardegna al Amatori Capoterra, squadra militante in A2 ma, prima ancora dell'inizio del torneo, chiese di essere svincolato per motivi familiari, e si ritirò dall'attività.

## Palmarès
- Campionati italiani: 2
Viadana: 2001-02
Calvisano: 2007-08
- Coppe Italia: 2
Viadana: 1999-2000; 2002-03